# أبو علي الأهوازي
أبو علي الحسن بن علي بن إبراهيم بن يزداد بن هرمز الأهوازي نزيل دمشق. كان رأسًا في القراءات، صاحب حديث ورحلة وإكثار.

## طلبه للعلم
ولد سنة 362 هـ. زُعم أنه تلا على علي بن الحسين الغضائري وهو مجهول لا يوثق به، وادعي أنه قرأ على الأشناني والقاسم المطرز، وذكر أنه تلا لقالون في سنة ثمان وسبعين وثلاثمائة بالأهواز على محمد بن محمد بن فيروز، عن الحسن بن الحباب، وأنه قرأ على شيخ عن أبي بكر بن سيف، وعلى الشنبوذي وأبي حفص الكتاني، وجماعة، قبل التسعين وثلاثمائة. سمع من نصر بن أحمد المرجي صاحب أبي يعلى، ومن المعافى الجريري، والكتاني وعدة. لحق بدمشق عبد الوهاب الكلابي، وسمع بمصر من أبي مسلم الكاتب، ويروي العالي والنازل وخطه رديء الوضع، جمع سيرة لمعاوية ومسندا في بضعة عشر جزءًا، حشاه بالأباطيل السمجة. تلا عليه الهذلي وغلام الهراس وأحمد بن أبي الأشعث السمرقندي، وأبو الحسن المصيني، وعتيق الردائي وأبو الوحش سبيع بن قيراط، وخلق. حدث عنه: الخطيب، والكتاني، والفقيه نصر المقدسي، وأبو طاهر الحنائي، وأبو القاسم النسيب ووثقه، وبالإجازة أبو سعد بن الطيوري.

## الجرح والتعديل
ألف كتابًا طويلا في الصفات فيه كذب، ومما فيه: «حديث عرق الخيل وتلك الفضائح»، فسبه علماء الكلام وغيرهم، وكان ينال من ابن أبي بشر وعلق في ثلبه. قال ابن عساكر: «كان على مذهب السالمية يقول بالظاهر، ويتمسك بالأحاديث الضعيفة التي تقوي رأيه. وسمعت أبا الحسن بن قبيس عن أبيه قال: لما ظهر من أبي علي الإكثار من الروايات في القراءات اتهم، فسار رشأ بن نظيف وابن الفرات، وقرءوا ببغداد على الذين روى عنهم الأهوازي، وجاءوا فمضى إليهم أبو علي، وسألهم أن يروه الإجازات، فأخذها وغير أسماء من سمى ليستر دعواه، فعادت عليه بركة القرآن فلم يفتضح، وعوتب رجل في القراءة عليه، فقال: أقرأ عليه للعلم، ولا أصدقه في حرف». قال عبد العزيز الكتاني: «اجتمعت بهبة الله اللالكائي، فسألني من بدمشق، فذكرت منهم الأهوازي، فقال: لو سلم من الروايات في القراءات». قال الداني: « أخذ القراءات عرضا وسماعا من أصحاب ابن شنبود، وابن مجاهد، قال وكان واسع الرواية، حافظا ضابطا، أقرأ دهرا بدمشق ». قال ابن عساكر: «لا يستبعدن جاهل كذب الأهوازي فيما أورده من تلك الحكايات، فقد كان من أكذب الناس فيما يدعي من الروايات في القراءات».

## قالوا عنه
- قال عنه الخطيب: «أبو علي الأهوازي كذاب في الحديث والقراءات جميعا».[2]
- وقال الذهبي في الميزان: «وصنف كتابا في الصفات لو لم يجمعه لكان خيرا له؛ فإنه أتى فيه بموضوعات وفضائح، وصنف كتابا يحط على الأشعري».[2]
- وقال الزركلي في الأعلام: «مقرئ الشام في عصره. من أهل الأهواز. استوطن دمشق وتوفي بها. كان من المشتغلين بالحديث، وطعن ابن عساكر في روايته. له تصانيف، منها (شرح البيان في عقود الإيمان) أتى فيه بأحاديث استنكرها علماء الحديث، و (موجز في القراآت - خ) في الأزهرية وكتاب في (الصفات - خ) قال الذهبي: لو لم يجمعه لكان خيرا له، فإنه أتى فيه بموضوعات وفضائح! وكان يحط على الأشعري، وصنف كتابا في ثلبه، منه مخطوطة بدمشق (الرقم العام 4521) وله (الوجيز في شرح أداء القراء الثمانية - خ) في شستربتي (3603)».[3]

وقد أقذع ابن عساكر في الرد عليه ووصفه بكل قبيح في كتابه تبيين كذب المفتري فيما نسب إلى الإمام أبي الحسن الأشعري فقال: «وكيف يتهم أولاد المجوس بالإلحاد والزندقة أبناء ذوي الهمة، ولاشك أن الأهواز من جملة البلدان التي افتتحها أبو موسى الأشعري جدّ هذا الإمام - أبو الحسن الأشعري - وذلك السبب عندي هو الموجب لهذه الجفوة والمورث للغلظة على ولده، والقسوة والمؤثر في شدة النفوس عن معتقده، والنبوة لأنه أدخل على أسلاف الأهوازي من المجوس بلية ومحنة، وأورثت قلبه لنسله عداوة وإحنة فلهذا استفرغ جهده في الازدراء على أبي الحسن والتشنيع، ورماه بكل ما أمكنه ذكره من الأمر الشنيع، لأن البغض يتوارث والود يتوارث...».

## وفاته
توفي في رابع شهر ذي الحجة سنة 446 هـ.